# إبرة تعقيف

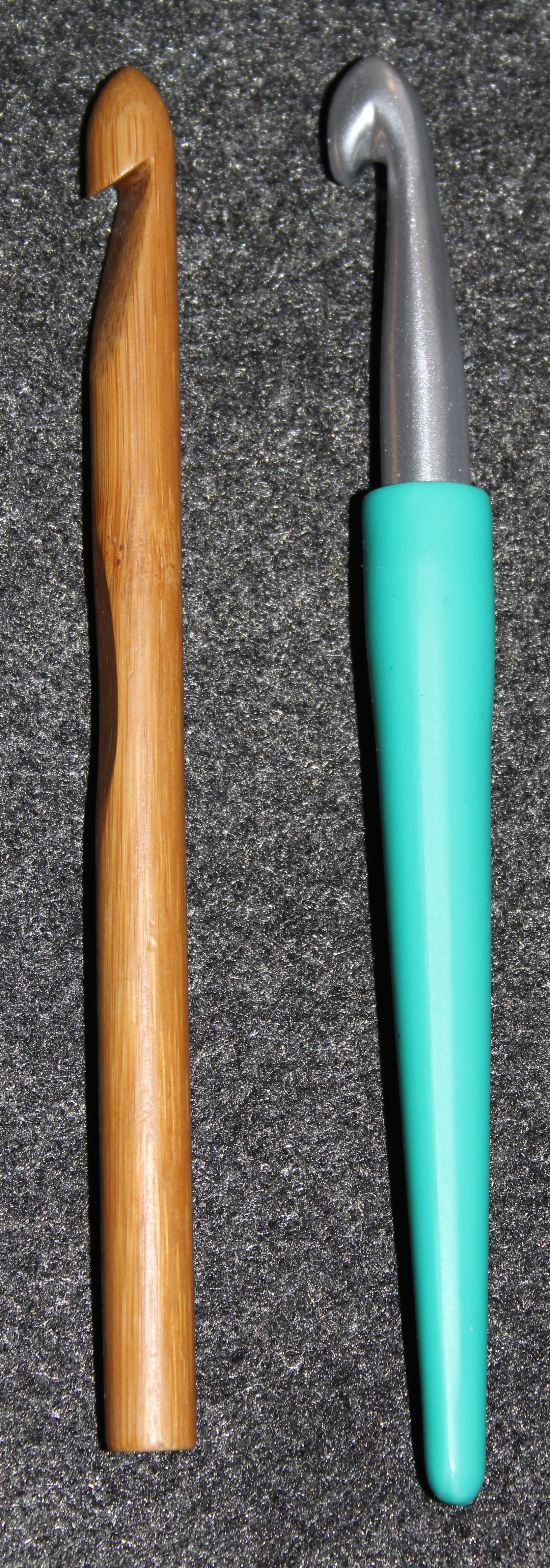
إبرة كروشيه

إبرة التعقيف (أو خطاف الكروشيه) هو تطبيق يستخدم لصنع حلقات في الخيوط أو الغزل ولتشبيكها مع غرز التعقيف. في الأساس هو عمود مستدير مدبب من طرف، مع وجود أخدود جانبي خلفه ومقبض. تعمل النقطة على تسهيل إدخال الخطاف من خلال المادة التي يتم فيها حياكتها ويمكّن الأخدود من سحب حلقة من خلال المادة. يتم بعد ذلك تقسيم العمود إلى منطقة عمل تحدد القطر الاسمي للخطاف ويضمن التحجيم الموحد للحلقات التي تشكلت عليه.

## روابط خارجية
- شكل خطاف الكروشيه
- شكل الخطاف